# Тебе ніколи тут не було
«Тебе ніколи тут не було» (англ. You Were Never Really Here) — копродукційний психологічний трилер 2017 року, поставлений режисеркою Лінн Ремсі за романом Джонатан Еймс. Фільм було відібрано для участі в основній конкурсній програмі 70-го Каннського міжнародного кінофестивалю (2017) у змаганні за Золоту пальмову гілку.

## Сюжет
Відставний військовий і колишній агент ФБР Джо знаходить собі нове заняття: він визволяє дівчат з тенет секс-торгівлі, діючи за рамками закону. Отримавши замовлення від впливового політика, Джо намагається врятувати його доньку-підлітка від сутенерів, але коли він починає визволяти її з борделю, його план не спрацьовує, і вся історія забарвлюється жорстокістю та відплатою.

## У ролях
| • Хоакін Фенікс       | … | Джо                  |
| • Катерина Самсонов   | … | Ніна                 |
| • Алессандро Нівола   | … | сенатор Вільямс      |
| • Алекс Манетт        | … | сенатор Вотто        |
| • Джон Доумен         | … | Джон Макклірі        |
| • Джудіт Анна Робертс | … | мати Джо             |
| • Кейт Істон          | … | мати Джо в молодості |
| • Джейсон Бабінські   | … | Око Провидіння       |
| • Френк Пандо         | … | ангел                |
| • Медісон Арнольд     | … | літній чоловік       |

## Знімальна група
- Автор сценарію — Лінн Ремсі (за романом Джонатан Еймс)
- Режисер-постановник — Лінн Ремсі
- Продюсери — Роза Аттаб, Паскаль Кочето, Лінн Ремсі, Джеймс Вілсон
- Співпродюсер — Керрі Фікс
- Оператор — Томас Тауненд
- Композитор — Джонні Грінвуд
- Монтаж — Джо Біні
- Художник-постановник — Тім Граймсанска
- Художник з костюмів — Малгозія Турз
- Художник-декоратор — Кендалл Андерсон

## Сприйняття
«Тебе ніколи тут не було» отримав семихвилинні овації стоячи на прем'єрі Каннського кінофестивалю 27 травня 2017 року. Критики відзначили виступ Фенікса, режисуру Ремсі, музичний супровід і монтаж. Фенікс виграв Приз за найкращу чоловічу роль, а Лінн Ремсі виграла Приз за найкращий сценарій.

## Нагороди та номінації
| Список нагород та номінацій         | Список нагород та номінацій | Список нагород та номінацій | Список нагород та номінацій | Список нагород та номінацій | Список нагород та номінацій |
| Кінопремія                          | Дата церемонії              | Категорія                   | Номінант(и)                 | Результат                   | Дж                          |
| ----------------------------------- | --------------------------- | --------------------------- | --------------------------- | --------------------------- | --------------------------- |
| Каннський міжнародний кінофестиваль | 28.05.2017                  | Золота пальмова гілка       | Тебе ніколи тут не було     | Номінація                   | [ 2 ]                       |
| Каннський міжнародний кінофестиваль | 28.05.2017                  | Найкращий актор             | Хоакін Фенікс               | Перемога                    | [ 6 ] [ 7 ]                 |
| Каннський міжнародний кінофестиваль | 28.05.2017                  | Приз за найкращий сценарій  | Лінн Ремсі                  | Перемога                    | [ 6 ] [ 7 ]                 |
| Премія БАФТА                        | 10.02.2019                  | Найкращий британський фільм | Тебе ніколи тут не було     | Номінація                   | [ 8 ]                       |